# Смоки Ривър
Смоки Ривър (на английски: Smoky River) е река в Канада, западната част на провинция Албърта, десен приток на река Пийс, от системата на река Маккензи. Дължината ѝ от 492 km ѝ отрежда 71-во място сред реките на Канада.
Реката изтича от езерото Адолфус в Скалистите планини, на 1682 м н.в., в националния парк „Джаспър“. Тече в посока север-североизток и на 6 км югоизточно от град Пийс Ривър се влива отдясно в река Пийс. Река Смоки Ривър е най-големият приток на река Пийс.
Площта на водосборния басейн на реката е 51 300 km2, който представлява 17% от целия водосборен басейн на река Пийс.
Основните притоци на река Смоки Ривър са: леви – Джакпайн, Мъдиуотър, Какуа, Кътбанк, Уопити, Бад Харт; десни – Симонет, Пускуаскау, Литъл Смоки Ривър.
Многогодишният среден дебит в устието на реката е 375 m3/s. Максималният отток на реката е през юни и юли, а минималният е през януари-февруари – 344 m3/s. От ноември до към средата на май реката замръзва.
Устието на реката е открито през 1791 г. от Родерик Маккензи, братовчед на известния шотландски пътешественик Александър Маккензи, който също като него е служител на „Северозападната компания“, търгуваща с ценни животински кожи.